# Jadwiga Walczak
Jadwiga Walczak (ur. 22 maja 1927 w Badówce na Wołyniu, zm. 15 października 1997 w Szczecinie) – polska chemiczka, specjalistka w zakresie fizykochemii ciała stałego, profesor, związana z Politechniką Szczecińską (Wydział Technologii i Inżynierii Chemicznej).

## Życiorys
Była córką Leona Bilińskiego i Emilii de domo Wagner. Szkołę średnią (Gimnazjum i Liceum im. Królowej Wandy w Krakowie) skończyła po II wojnie światowej zdając egzamin maturalny w roku 1947. W latach 1947–1952 studiowała na Wydziale Matematyczno-Przyrodniczym Uniwersytetu Jagiellońskiego, uzyskując stopień magistra filozofii w zakresie chemii. Już jako studentka II roku pracowała, jako asystent naukowo-techniczny w Akademii Górniczo-Hutniczej. Po skończeniu studiów została zatrudniona na Wydziale Odmiedziowni Huty Szczecin, na stanowisku kierownika produkcji. W roku 1956 przeniosła się do Politechniki Szczecińskiej (Wydział Technologii i Inżynierii Chemicznej), w której pracowała nieprzerwanie przez ponad 30 lat.
W latach 1971–1973 przebywała na stażu naukowym w Katedrze Metali Nieżelaznych Akademii Górniczej we Freibergu. Stopień doktora nauk technicznych uzyskała w roku 1965, stopień doktora habilitowanego – w roku 1976, a w roku 1990 Rada Państwa przyznała jej tytuł profesora nadzwyczajnego nauk chemicznych.
Pracowała na stanowiskach:
- 1956–1958 – asystenta w Katedrze Chemii Nieorganicznej, kierowanej przez prof. Wiktora Gorzelanego,
- 1959–1964 – starszego asystenta w KChN,
- 1965–1976 – adiunkta w KChN i – po reorganizacji w 1970 – w Zakładzie Chemii Nieorganicznej Instytutu Chemii Podstawowej,
- 1977–1990 – docenta i kierownika Zakładu Chemii Nieorganicznej w IChP,
- 1991–1994 – profesora nadzwyczajnego i kierownika ponownie utworzonej Katedry Chemii Nieorganicznej,
- od 1994 – profesora zwyczajnego i kierownika KChN.

Wyniki pracy naukowej opisała w ponad 150 publikacjach naukowych, głównie w czasopismach zagranicznych. Pełniła funkcję promotora w trzech przewodach doktorskich i opiekuna naukowego w jednym przewodzie habilitacyjnym. Była inicjatorką zorganizowania na Wydziale Technologii i Inżynierii Chemicznej PS pracowni rentgenograficznej i spektrofotometrycznej, pracowni analizy termicznej i śladowej. Należała do Polskiego Towarzystwa Chemicznego i Komisji Nauk Chemicznych Oddziału PAN w Poznaniu.
W latach 50. tworzyła, wspólnie z gronem szczecińskich pasjonatów taternictwa, Szczeciński Klub Wysokogórski. Zalążkiem SKW była 9-osobowa Sekcja Taternictwa oddziału PTTK w Szczecinie, utworzona w roku 1953, do której należała Jadwiga Walczak. Aktywnymi członkami SKW było wówczas wielu pracowników i studentów Wydziału Chemii PS (m.in. Cezary Mielczarek, Maria Rewaj, Mirosław Bądzyński, Jerzy Straszko, Marek Frączak). W latach 1952–1957 Jadwiga Walczak należała do Zarządu SKW (prezesem był Stanisław Groński).
Zmarła 15 października 1997 roku. Została pochowana na szczecińskim cmentarzu Centralnym.

## Tematyka badań naukowych
Zakres badań wchodziły m.in. problemy hydrometalurgii, w tym otrzymywania koncentratów niklu i kobaltu, kinetyki i równowagi dynamicznej w procesach redukcji siarczanu miedzi CuSO4·5H2O. Szczególnie intensywnie zajmowała się – wspólnie z zespołem Katedry – fizykochemicznymi właściwościami związków nieorganicznych w stanie stałym; w tym przede wszystkim trójskładnikowymi układami tlenków metali przejściowych (równowagi fazowe; reaktywność tlenków metali w stałym stanie skupienia; struktura i właściwości faz typu oksysoli); badania były wykonywane m.in. w ramach prac doktorskich:
- Elżbieta Filipek (1991) – Studium nad układem Cr2O3-V2O5-MoO3[8],
- Piotr Tabero (1995) – Studia nad mechanizmem i kinetyką reakcji przebiegających w fazie stałej w trójskładnikowych układach tlenków metali[9]

oraz pracy habilitacyjnej Marii Jolanty Kurzawy, pt. Układ Fe2O3-V2O5-MoO3 (1992).
Po śmierci Jadwigi Walczak badania fizykochemicznych właściwości ciał stałych kontynuowali jej następcy. Wykonano np. kilka prac doktorskich pod kierunkiem prof. Marii J. Kurzawy:
- Elżbieta Tomaszewicz (1999), Reaktywność siarczku srebra wobec siarczanu(VI) srebra w fazie stałej,
- Grażyna Dąbrowska (2000), Studia nad układem Al2O3-V2O5-MoO3,
- Anna Błońska-Tabero (2003), Reakcje ortowanadanu(V) żelaza(III) z wanadanami(V) metali dwuwartościowych (Co, Mg, Ni, Zn),
- Monika Bosacka (2001), Wybrane molibdeniano-wanadany jako pigmenty ceramiczne.

Pierwsi doktoranci Jadwigi Walczak uzyskali habilitacje na podstawie prac:
- Elżbieta Filipek (2008), Synteza i właściwości fizykochemiczne nowych faz w układach tlenków V2O5, MoO3, alfa-Sb2O4[8],
- Piotr Tabero (2011), Synteza i niektóre właściwości faz o strukturze blokowej[9].

Zespół dokonał opatentowanych wynalazków, np. Oksysól w trójskładnikowym układzie tlenków metali i sposób wytwarzania oksysoli w trójskładnikowym układzie tlenków metali (Piotr Tabero i inni, PS 2011).

## Odznaczenia
Prof. Jadwiga Walczak otrzymała:
- Krzyż Kawalerski Orderu Odrodzenia Polski,
- Złoty Krzyż Zasługi,
- Medal Komisji Edukacji Narodowej